# Lijst van burgemeesters van Geluveld
Dit is de lijst van burgemeesters van Geluveld, een voormalige gemeente in de Belgische provincie West-Vlaanderen, tot de fusie met Zonnebeke in 1977.
- 1800-1813: Louis-Bruno Keingiaert de Gheluvelt (1760-1847)
- 1813-1822: Charles de Jacob d'Ougny (1761-1822)
- 1824-1833: Bruno-Ghislain Keingiaert de Gheluvelt (1792-1833)
- 1833-1876: François-Bruno Keingiaert de Gheluvelt (1808-1876)
- 1879-1890: Jules de Laveleye (1822-1890)
- 18XX-1918: Jules Vuylsteke
- 1919-1921: Jules Durnez (dienstdoende)
- 1921-1926: Léonie Keingiaert de Gheluvelt
- 1927-1930: Pieter Hoorens
- 1930-1932: Emile Vandamme (dienstdoende)
- 1933-1938: Léonie Keingiaert de Gheluvelt
- 19XX-19XX: Jules Houdendycke
- 1959-1964: André Durnez (1927-1973)
- 1965 (februari-juli): Abdon Comyn (1914-1965)
- 1965-1973: André Durnez (1927-1973)
- 1973-1976: Noël Vander Meiren (1925-2012)